# Georg Thöne
Georg Friedrich Thöne (né le 5 janvier 1867 à Niedermeiser et mort le 4 mai 1945 à Cassel) est un homme politique allemand (SPD).

## Biographie
Après avoir étudié à l'école primaire de Niedermeiser, Thöne apprend le métier de maçon de 1881 à 1884. De 1903 à 1907 Thöne officie en tant que Gauleiter de l'association des maçons. Il occupe ensuite le poste de secrétaire de district du Parti social-démocrate pour le district de Cassel de 1907 à 1919. De 1908 à 1919, il est également membre du conseil municipal de Cassel.
En 1912, Thöne devient député du Reichstag, auquel il appartient jusqu'à l'effondrement de la monarchie en novembre 1918. Après la révolution de novembre 1918, Thöne est membre du conseil des ouvriers et soldats de Cassel.
En janvier 1919, Thöne est élu à l'Assemblée nationale de Weimar pour la 19e circonscription (Hesse-Nassau), qui siège jusqu'en juin 1920. Puis il est député du Reichstag pour une législature jusqu'en mai 1924. De 1929 à 1933, il est également membre adjoint du Conseil d'État prussien. Pendant la période de 1919 à 1933, il est membre du parlement communal de Cassel et du parlement provincial de Hesse-Nassau, dont il est président de 1930 à 1933.
De décembre 1919 à 1928, Thöne est administrateur de l'arrondissement de Witzenhausen (de). Il occupe ensuite le poste de président de l'institut national d'assurance de la province de Hesse-Nassau basé à Cassel pendant cinq ans jusqu'en 1933. Après 1933, il est expulsé de toutes ses fonctions par les nationaux-socialistes. Plus récemment, en 1938, Thöne est retiré de son statut de sénateur honoraire, qui lui a été accordé par l'Université de Marbourg en 1927. Après la fin du national-socialisme, il est de nouveau nommé sénateur honoraire.
Aujourd'hui, la Georg-Thöne-Strasse à Cassel rappelle la vie et les activités politiques de Thöne.